# Gnaptogaster astrachanica
Gnaptogaster astrachanica är en stekelart som beskrevs av Sergey A. Belokobylskij 2007. Gnaptogaster astrachanica ingår i släktet Gnaptogaster och familjen bracksteklar. Inga underarter finns listade i Catalogue of Life.